# Thomas Schneider (lekkoatleta)
Thomas Schneider (ur. 7 listopada 1988) – niemiecki lekkoatleta specjalizujący się w biegach sprinterskich. 
Był członkiem niemieckiej sztafety 4 × 400 metrów, która w 2007 zdobyła srebro mistrzostw Europy juniorów oraz plasowała się na czwartych lokatach halowego czempionatu Starego Kontynentu w 2009 i mistrzostw Europy w 2010. Pierwszy indywidualny sukces odniósł w 2011 zostając w Paryżu halowym wicemistrzem Europy w biegu na 400 metrów. Brązowy medalista mistrzostw Europy z 2012 w biegu sztafetowym 4 × 400 metrów. 
Medalista mistrzostw Niemiec i reprezentant kraju w drużynowych mistrzostwach Starego Kontynentu.
Rekordy życiowe w biegu na 400 metrów: stadion – 45,56 (31 maja 2011, Ostrawa); hala – 46,19 (27 lutego 2011, Lipsk).

## Osiągnięcia
| Rok  | Impreza                                 | Miejsce   | Konkurencja        | Pozycja              | Wynik   |
| ---- | --------------------------------------- | --------- | ------------------ | -------------------- | ------- |
| 2007 | Mistrzostwa Europy juniorów             | Hengelo   | sztafeta 4 × 400 m | 2. miejsce           | 3:08,64 |
| 2009 | Halowe mistrzostwa Europy               | Turyn     | sztafeta 4 × 400 m | 4. miejsce           | 3:07,14 |
| 2009 | Superliga drużynowych mistrzostw Europy | Leiria    | sztafeta 4 × 400 m | 2. miejsce           | 3:02,30 |
| 2010 | Superliga drużynowych mistrzostw Europy | Bergen    | sztafeta 4 × 400 m | 4. miejsce           | 3:04,90 |
| 2010 | Mistrzostwa Europy                      | Barcelona | sztafeta 4 × 400 m | 4. miejsce           | 3:02,65 |
| 2011 | Halowe mistrzostwa Europy               | Paryż     | bieg na 400 m      | 2. miejsce           | 46,42   |
| 2011 | Superliga drużynowych mistrzostw Europy | Sztokholm | bieg na 400 m      | 2. miejsce           | 45,98   |
| 2012 | Mistrzostwa Europy                      | Helsinki  | sztafeta 4 × 400 m | 3. miejsce           | 3:01,77 |
| 2012 | Igrzyska olimpijskie                    | Londyn    | sztafeta 4 × 400 m | eliminacje           | 3:03,50 |
| 2013 | Mistrzostwa świata                      | Moskwa    | sztafeta 4 × 400 m | eliminacje           | 3:02,62 |
| 2014 | Mistrzostwa Europy                      | Zurych    | sztafeta 4 × 400 m | 6. miejsce           | 3:01,70 |
| 2015 | IAAF World Relays                       | Nassau    | sztafeta 4 × 400 m | 3. miejsce {Finał B) | 3:04,90 |
| 2017 | IAAF World Relays                       | Nassau    | sztafeta 4 × 400 m | 6. miejsce {Finał B) | 3:07,80 |